# Power Horse Cup 2013
Il Power Horse Cup 2013 è stata la 1ª edizione del torneo Power Horse Cup. Fa parte dell'ATP World Tour 250 series nell'ambito dell'ATP World Tour 2013. Il torneo si è giocato sulla terra rossa del Rochusclub di Düsseldorf in Germania, dal 19 al 25 maggio 2013.

## Partecipanti ATP

### Teste di serie
| Giocatore | Nazionalità           | Ranking* | Testa di serie |
| --------- | --------------------- | -------- | -------------- |
| Serbia    | Janko Tipsarević      | 11       | 1              |
| Germania  | Tommy Haas            | 14       | 2              |
| Argentina | Juan Mónaco           | 18       | 3              |
| Germania  | Philipp Kohlschreiber | 22       | 4              |
| Rep. Ceca | Lukáš Rosol           | 33       | 5              |
| Finlandia | Jarkko Nieminen       | 41       | 6              |
| Serbia    | Viktor Troicki        | 42       | 7              |
| Russia    | Nikolaj Davydenko     | 44       | 8              |

* Le teste di serie sono basate sul ranking del 13 maggio 2013.

### Altri partecipanti
I seguenti giocatori hanno ricevuto una wild card per il tabellone principale: 
- Benjamin Becker
- Tommy Haas
- Juan Mónaco

I seguenti giocatori sono passati dalle qualificazioni:

- André Ghem
- Evgenij Korolëv
- Łukasz Kubot
- Guido Pella

## Campioni

### Singolare maschile
Juan Mónaco ha sconfitto in finale  Jarkko Nieminen per 6-4, 6-3.
- È l'ottavo titolo in carriera per Monaco e il primo del 2013.

### Doppio maschile
Andre Begemann /  Martin Emmrich hanno sconfitto in finale  Treat Conrad Huey /  Dominic Inglot per 7–5, 6–2.